# Усман Діоманд
Усман Діоманд (фр. Ousmane Diomande, нар. 4 грудня 2003, Абіджан) — івуарійський футболіст, центральний захисник португальського «Спортінга» та національну збірну Кот-д'Івуару.

## Клубна кар'єра
Народився 4 грудня 2003 року в Абіджані. Вихованець юнацьких команд футбольного клубу «Абобо», звідки 2020 року перебрався до академії данського  «Мідтьюлланда».
2022 року уклав свій перший професійний контракт з «Мідтьюлландом», утім відразу ж був відданий в оренду до португальського друголігового клубу «Мафра».
Своїми виступами у другому португальському дивізіоні юний захисник привернув увагу найсильніших клубів країни і 31 січня 2023 року за 7,5 мілйонів євро перейшов до столичного «Спортінга», де відразу ж почав отримувати регулярну ігрову практику.

## Виступи за збірну
2023 року дебютував в офіційних матчах у складі національної збірної Кот-д'Івуару.
| Дата       | Місто     | Господарі   | Результат | Гості        | Турнір                                  | Голи | Примітки |
| ---------- | --------- | ----------- | --------- | ------------ | --------------------------------------- | ---- | -------- |
| 9-9-2023   | Сан-Педро | Кот-д'Івуар | 1 – 0     | Лесото       | Відбір до Кубка африканських націй 2023 | -    |          |
| 12-9-2023  | Абіджан   | Кот-д'Івуар | 0 – 0     | Малі         | товариський матч                        | -    |          |
| 14-10-2023 | Абіджан   | Кот-д'Івуар | 1 – 1     | Марокко      | товариський матч                        | -    |          |
| 17-10-2023 | Абіджан   | Кот-д'Івуар | 1 – 1     | ПАР          | товариський матч                        | -    |          |
| 6-1-2024   | Сан-Педро | Кот-д'Івуар | 5 – 1     | Сьєрра-Леоне | товариський матч                        | 1    | 46'      |
| Усього     |           | Матчів      | 5         |              | Голів                                   | 1    |          |

## Титули і досягнення
- Чемпіон Португалії (2):

«Спортінг»: 2023-24, 2024-25
- Володар Кубка Португалії (1):

«Спортінг»: 2024-25
Збірні
- Переможець Кубка африканських націй: 2024